# 雄叫びボーイ WAO!/友達は友達なんだ!
| 専門評論家によるレビュー | 専門評論家によるレビュー |
| レビュー・スコア         | レビュー・スコア         |
| 出典                     | 評価                     |
| ------------------------ | ------------------------ |
| hotexpress（平賀哲雄）   | 肯定的                   |

「雄叫びボーイ WAO!/友達は友達なんだ!」（おたけびボーイ ワオ/ともだちはともだちなんだ）は、Berryz工房の22枚目のシングル。2010年3月3日にアップフロントワークス（PICCOLO TOWNレーベル）から発売された。

## 概要
- 前々作「青春バスガイド/ライバル」、前作「私の未来のだんな様/流星ボーイ」に続く両A面シングル。
- 初回限定盤A・B・Cと通常盤の4形態での発売。初回限定盤A・BはCD＋DVD、初回限定盤Cと通常盤はCDのみ。通常盤の初回仕様には『イナズマイレブン』アニメプレミアムカード豪炎寺修也が封入されている。また、初回限定盤A・B・Cにはイベント抽選シリアルナンバーカードが封入されている。
- オリコンシングル週間チャートで初のTOP3（3位、初登場赤丸付、2.5万枚）となった[8]。その次の週のオリコンで9位になり、初の2週連続TOP10入りとなった。

雄叫びボーイ WAO!
- センターは菅谷梨沙子。メインボーカルは菅谷梨沙子、嗣永桃子、夏焼雅である。
- テレビ東京系アニメ『イナズマイレブン』4代目エンディングテーマ[3][7]（第68話 - 第87話）。
- レベルファイブ(LEVEL5)のニンテンドーDS用ゲーム『イナズマイレブン3 世界への挑戦!! スパーク』エンディングテーマ[9]。

友達は友達なんだ!
- センターは嗣永桃子。メインボーカルは菅谷梨沙子、夏焼雅、嗣永桃子である。

## 収録曲
全作詞・作曲：つんく
1. 雄叫びボーイ WAO! [3:32]
編曲：オダクラユウ
2. 友達は友達なんだ! [3:49]
編曲：オオバコウスケ
3. 雄叫びボーイ WAO! (Instrumental) [3:32]
4. 友達は友達なんだ! (Instrumental) [3:49]

### 初回限定盤A付属DVD
1. 雄叫びボーイ WAO! (Close-up Ver.)

### 初回限定盤B付属DVD
1. 友達は友達なんだ! (Dance Shot Ver.)

## 参加ミュージシャン
雄叫びボーイ WAO!
- プログラミング&ギター&ベース：オダクラユウ
- コーラス：CHINO・つんく

友達は友達なんだ!
- プログラミング&ギター：オオバコウスケ
- コーラス：CHINO

## カバー
雄叫びボーイ WAO!
- alom - アルバム『イナズマ爆EDソングス』に収録。